# 르노 캡쳐
르노 캡쳐(프랑스어: Renault Captur 르노 캅튀르[*])는 프랑스의 르노가 만드는 소형 스포츠 유틸리티 자동차다. 클리오의 전륜구동 플랫폼을 공유한다.

## 컨셉트카

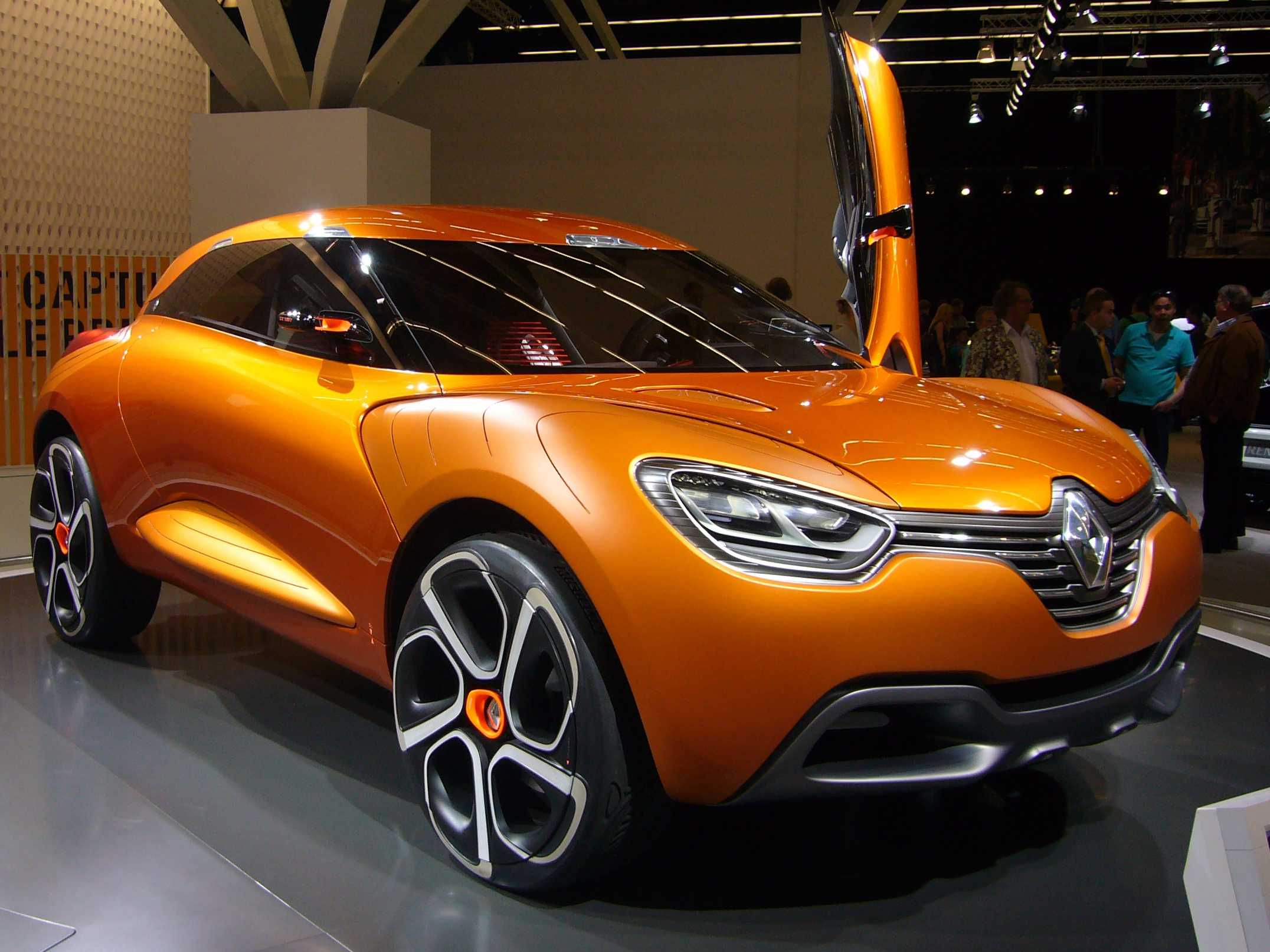
르노 캡쳐 컨셉트카 정측면

2012 베이징 모터쇼에서 공개되었다.

## 1세대

### 유럽 및 국제 시장용

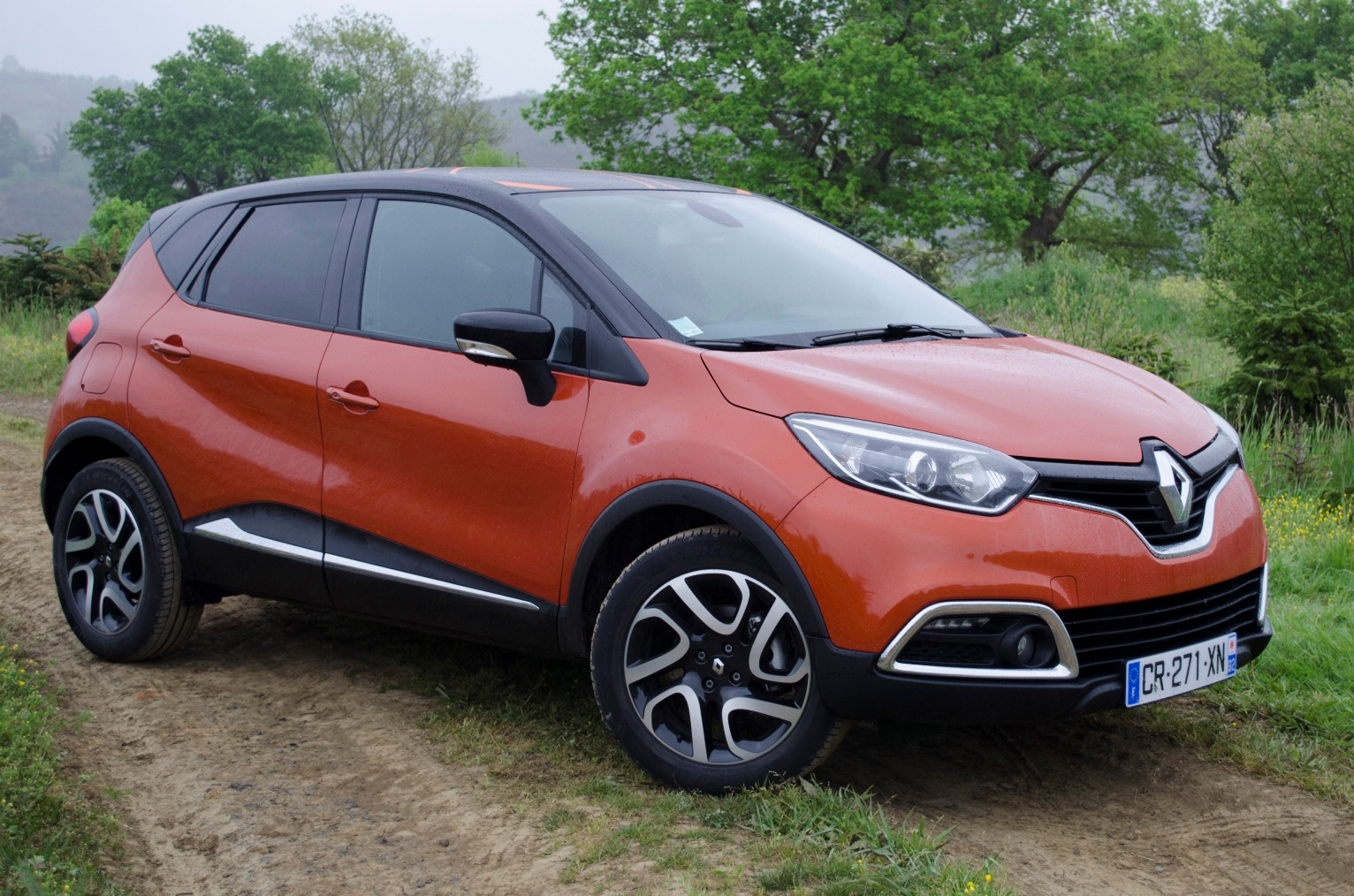
르노 캡쳐 (전기형) 정측면

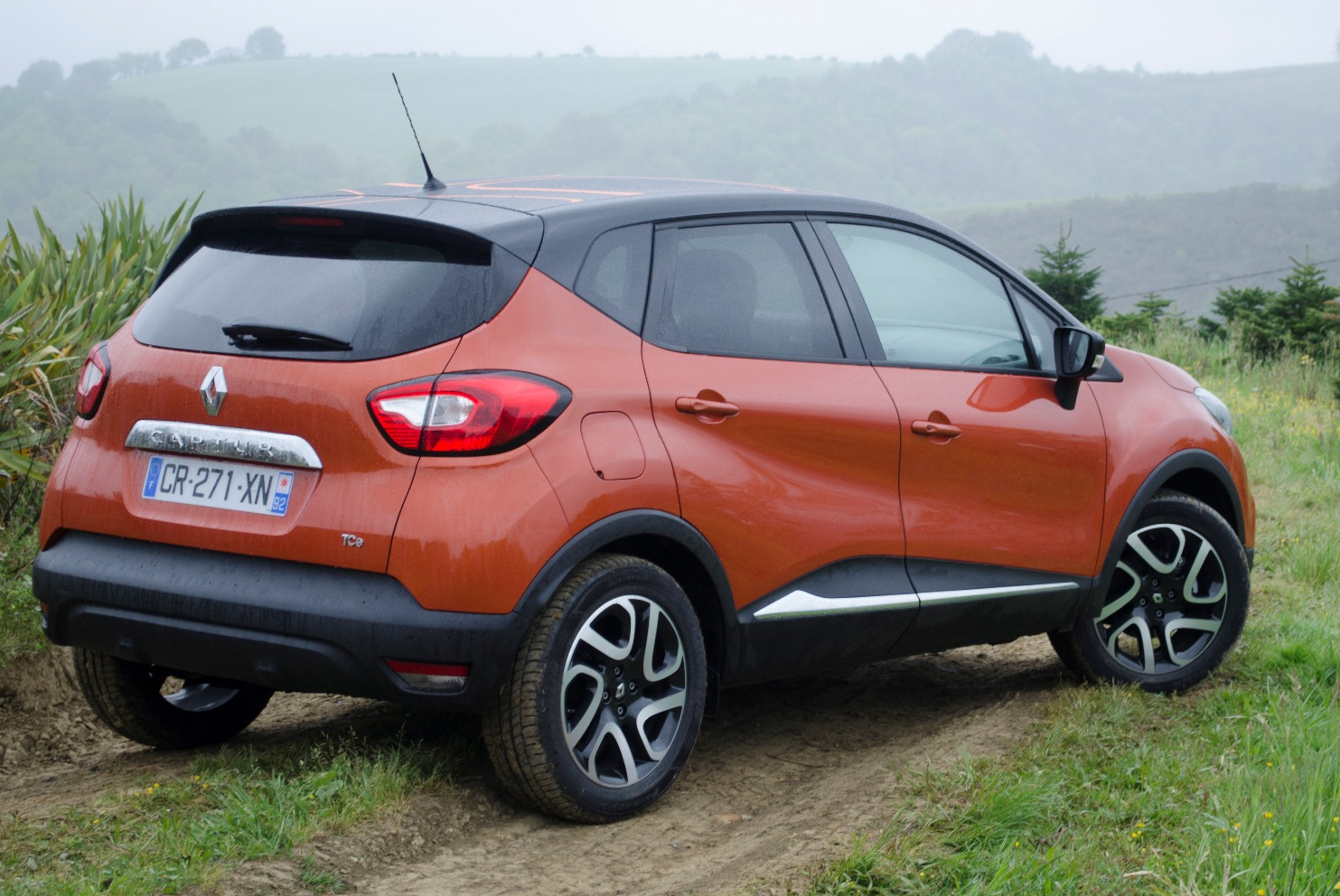
르노 캡쳐 (전기형) 후측면

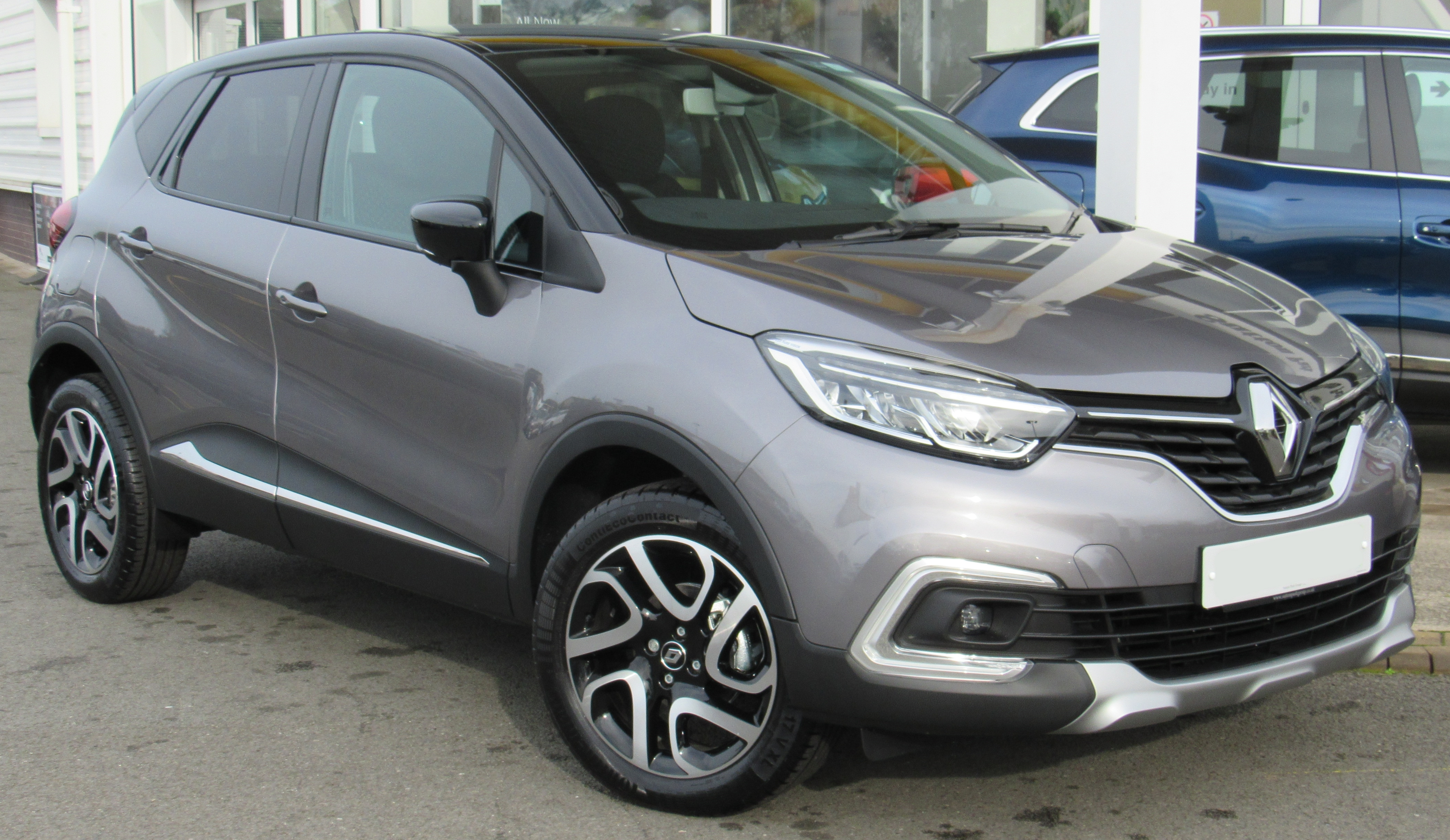
르노 캡쳐 (후기형) 정측면

2011년 3월에 개최된 제네바 모터쇼에서 컨셉트 카로 처음 공개되었다. 이후 양산형이 2013년 3월에 개최된 제네바 모터쇼에서 선보였고, 서울 모터쇼에서는 QM3로도 참고 출품되었다. 플랫폼은 클리오, 닛산 쥬크에도 적용된 르노 B 플랫폼이 적용되었다. 캡쳐는 전면 유리를 전진 배치한 캡 포워드 스타일이 반영되어 실내 공간을 넓혔고, 대시보드에는 R-링크 터치스크린 멀티미디어 태블릿이 적용됐다. 캡쳐에 적용된 탈착식 지퍼형 시트는 지퍼로 간단하게 분리해 가정에서 쉽게 세탁할 수 있다. 루프와 필러를 하나의 색으로 바디를 다른 색으로 구분한 감각적인 스타일이 엿보인다. 2017년 5월 페이스리프트를 하였다.

### 러시아, 브라질, 인도 시장용

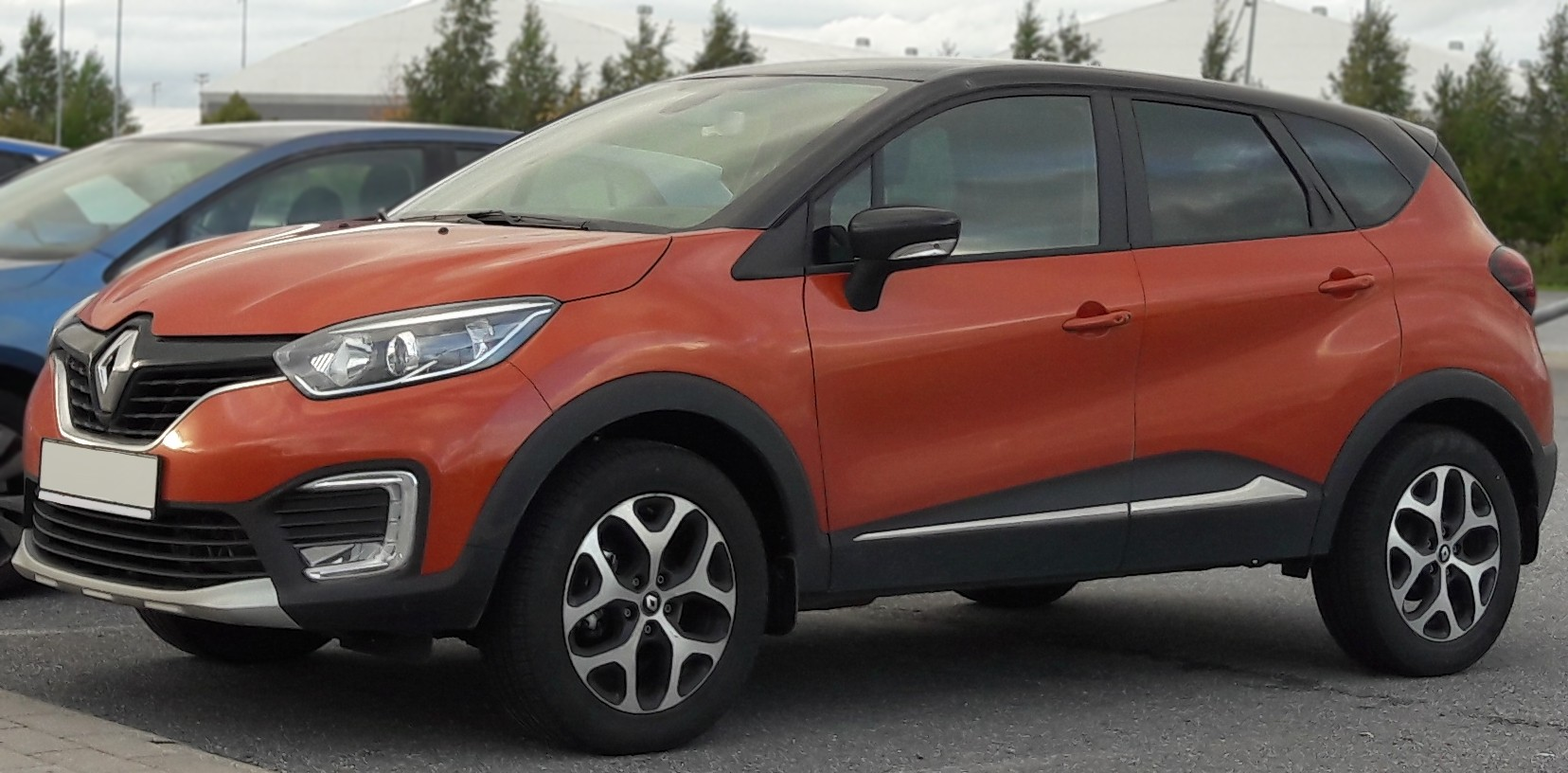
르노 캡쳐 (러시아, 브라질, 인도 현지 차종) 정측면

2016년에 러시아에서 다치아의 플랫폼을 활용한 모델이 공개되었으며, 유럽 시장용과 다르게 첫 철자를 C에서 K로 바꿨다. 생산은 르노의 모스크바 현지공장에서 진행되며, 러시아 외에도 우크라이나 등 독립국가연합 국가들에도 수출된다. 2020년 페이스리프트 모델이 공개되었으며, 아르카나에도 들어가는 신형 플랫폼이 적용되었다. 2017년 상반기에는 브라질 시장용 모델이 공개되었으며, 러시아 사양과 다르게 명칭을 그대로 가져왔다. 생산은 산 호세 도스 핀하이스에서 진행되며 아르헨티나 등의 국가에 수출된다. 2017년 하반기에는 인도 시장용 모델이 공개되었으며, 자동변속기와 CVT도 있는 다른 모델과는 달리 수동변속기밖에 없다. 생산은 인도 타밀나두주 첸나이 공장에서 진행되었으며 2020년에 배출가스 규제와 낮은 판매량으로 단종되었다.

## 2세대

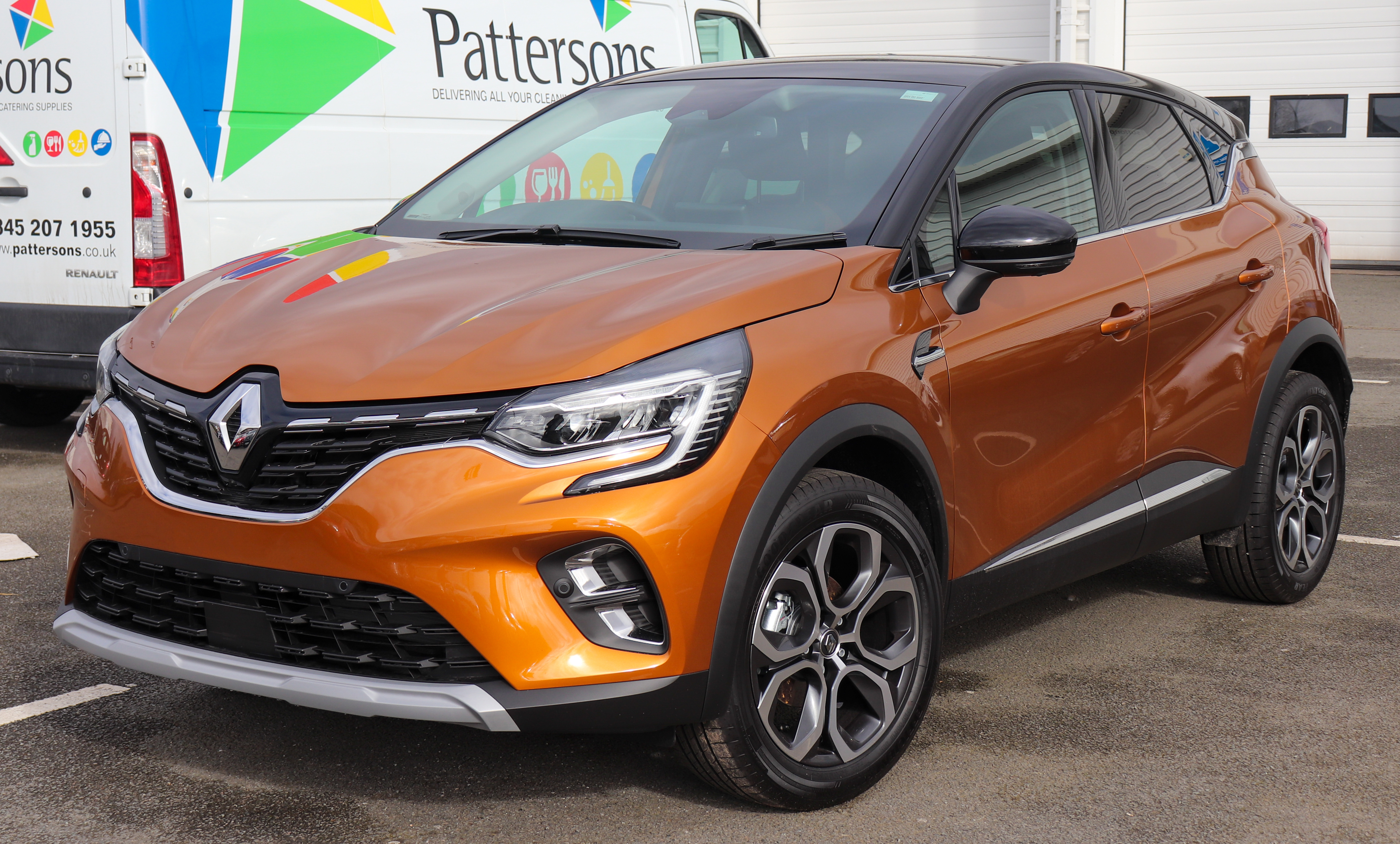
르노 캡쳐 2세대 정측면

2019년에 공개되었으며, 르노 클리오, 닛산 쥬크와 CMF-B 플랫폼을 공유하고 4륜구동 적용이 가능해졌다. 대한민국에는 2020년 5월 13일에 정식 출시했으며, QM3라는 차명으로 판매했던 1세대와 달리 2세대부터는 캡쳐라는 본 명칭 그대로 판매했다. 대한민국에는 152마력 1.3리터 가솔린 터보 엔진과 116마력 1.5리터 커먼레일 디젤 엔진이 들어오며, 4륜구동을 들여오지 않고 전륜구동만 판매했다. 자동변속기는 7단 DCT(EDC)가 맞물린다. 하지만 대한민국에서는 1세대(QM3)와 달리 똑같은 152마력 1.3리터 가솔린 터보 엔진을 장착하는 XM3에 밀린 것과 더불어 별다른 차별성을 보이지 못해 판매 부진에 시달렸고, 차량에 들어가는 소재의 인증 문제가 겹쳐 2022년에 수입이 중단됐다.
캡처 최초로 중국 후베이성 우한에서도 생산되었으나, 2020년 8월 28일에 르노가 중국 시장에서 철수하면서 생산이 중단되었다.
르노-닛산-미쓰비시 얼라이언스에 들어온 미쓰비시 자동차공업에서 2022년에 4세대 RVR을 캡쳐의 배지 엔지니어링 버전으로 출시했다.

## 경쟁 차종
- 현대자동차 - 코나, 베뉴, ix25
- 기아자동차 - 니로, 쏘울, 스토닉, 셀토스
- 쉐보레 - 트랙스, 트레일블레이저
- 쌍용자동차 - 티볼리
- 오펠 - 모카, 크로스랜드 X
- 뷰익 - 앙코르
- 폭스바겐 - 티크로스, 티록
- 세아트 - 아로나
- 스코다 - 예티
- 지프 - 레니게이드
- 포드 - 에코스포츠
- 시트로엥 - C3 에어크로스, C4 칵투스
- 푸조 - 2008
- 닛산 - 쥬크
- 혼다 - HR-V
- 피아트 - 500X
- 마쓰다 - CX-3, CX-4
- 토요타 - C-HR, 러쉬